# Albert Jourda
Albert Jourda, né à Toulouges le 14 janvier 1893 et mort à Paris 13e le 23 décembre 1961, est un footballeur international français.

## Biographie
Son poste de prédilection est milieu de terrain. Il compte sept sélections en équipe de France de football, France-Suisse au stade de Stade de Paris à Saint-Ouen en 1914, Italie-France à Turin au stade Piazza d'Armi en 1914, Hongrie-France à Budapest au stade Üllöi Ut en 1914, Belgique-France à Bruxelles stade Parc Duden en 1921, France Angleterre amateur au stade Pershing à Paris en 1921, France-Pays-Bas au stade Pershing à Paris en 1921, France-Hongrie au stade de la Cavée verte du Havre en 1924.

### Clubs successifs
- 1913-1914 : CA Vitry
- 1914-1920 : Club français
- 1920-1921 : Racing club de France
- 1921-1925 : FC Sète
- 1925-1926 : Red Star[3]

### Carrière
Demi centre, Albert eut une carrière à éclipses avec trois matches en 1914, autant en 1921 et un dernier en 1924. À l'occasion de celui-ci, qui intervenait après la brutale élimination de la France, par l'Uruguay, du tournoi olympique de Colombes, il fut le capitaine de la sélection nationale, composée des habituels remplaçants.

## Palmarès
- Finaliste de la Coupe de France : 1923 et 1924